# The True Human Design
The True Human Design to minialbum szwedzkiego zespołu Meshuggah.

## Lista utworów
Opracowano na podstawie materiału źródłowego.
1. "Sane(demo)" - 4:08
2. "Future Breed Machine" (live)- 5:29
3. "Future Breed Machine" (wersja Mayhem) - 8:13
4. "Futile Bread Machine (wersja Campfire)" - 3:30
5. "Quant's Quantastical Quantasm" - 7:31
6. "Friend's Breaking and Entering" - 6:49

Dodatkowe CD
1. "Terminal Illusions" (teledysk)- 4:08

## Twórcy
Opracowano na podstawie materiału źródłowego.
- Jens Kidman – wokal
- Fredrik Thordendal – gitara prowadząca, gitara basowa, wokal wspierający
- Mårten Hagström – gitara rytmiczna, wokal wspierający
- Tomas Haake – perkusja, wokal w "Futile Bread Machine", melorecytacja w "Sane(demo)"
- Gustaf Hielm – gitara basowa w "Future Breed Machine (live)"